# Nemuritorul 3: Vrăjitorul
Nemuritorul 3: Vrăjitorul (Highlander III: The Sorcerer) este un film fantastic din 1994 regizat de Andrew Morahan. Este al treilea din seria de filme Nemuritorul.

## Distribuție
- Christopher Lambert - Connor MacLeod / Russell Nash
- Mario Van Peebles - Kane
- Deborah Kara Unger - Dr. Alexandra "Alex" Johnson; Sarah Barrington
- Mako - Nakano
- Martin Neufeld - Lt. John Stenn
- Raoul Trujillo - Senghi Khan
- Jean-Pierre Perusse - Khabul Khan
- Daniel Do - Dr. Fuji Takamura
- Jack Ellerton - Staring Drinker
- Gabriel Kakon - John MacLeod
- Louis Bertignac - Pierre Bouchet
- Michael Jayston - Jack Donovan
- Clancy Brown (imagini de arhivă din filmul original) - The Kurgan